# Orchaise
Orchaise è un ex comune francese di 916 abitanti situato nel dipartimento del Loir-et-Cher nella regione del Centro-Valle della Loira. È stata assorbita nel nuovo comune di Valencisse il 1° gennaio 2016 con Molineuf. Poi s'è aggiuno anche l'ex comune di Chambon-sur-Cisse al nuovo comune.

## Società

### Evoluzione demografica
Abitanti censiti